# Krzysztof Kozłowski (ur. 1983)
Krzysztof Stanisław Kozłowski (ur. 26 kwietnia 1983 w Szczecinie) – polski prawnik i polityk. W latach 2015–2016 podsekretarz stanu w Ministerstwie Gospodarki Morskiej i Żeglugi Śródlądowej, w latach 2016–2018 wojewoda zachodniopomorski, w latach 2018–2020 sekretarz stanu w Ministerstwie Spraw Wewnętrznych i Administracji oraz pełnomocnik rządu do spraw repatriacji.

## Życiorys
Syn Stanisława i Krystyny. Z wykształcenia prawnik, doktoryzował się w zakresie nauk prawnych w 2011 na Wydziale Prawa i Administracji Uniwersytetu Jagiellońskiego na podstawie pracy pt. Prawo łaski Prezydenta RP napisanej pod kierunkiem Piotra Tulei. Został zatrudniony jako asystent w Katedrze Prawa Konstytucyjnego UJ. W latach 2007–2010 odbył aplikację sądową w Sądzie Okręgowym w Szczecinie, zakończoną egzaminem sędziowskim, a także uzyskał wpis na listę adwokatów. Pracował również w biurze poselskim posła Joachima Brudzińskiego z Prawa i Sprawiedliwości. Był członkiem rady nadzorczej spółki działającej w branży mieszkaniowo-budowlanej, a także współpracownikiem kancelarii prawnych.
1 grudnia 2015 powołany na wiceministra gospodarki morskiej i żeglugi śródlądowej w randze podsekretarza stanu w rządzie Beaty Szydło. 7 września 2016 został nowym wojewodą zachodniopomorskim, zastępując zmarłego Piotra Janię. 23 stycznia 2018 w rządzie Mateusza Morawieckiego został sekretarzem stanu w Ministerstwie Spraw Wewnętrznych i Administracji, obejmując jednocześnie funkcję pełnomocnika rządu do spraw repatriacji. Zrezygnował z tych funkcji na początku marca 2020 w związku z zamiarem skoncentrowania się na działalności naukowej.
W kwietniu 2020 objął stanowisko wiceprezesa zarządu Banku Polska Kasa Opieki. W lipcu 2021 zrezygnował z tej funkcji, w tym samym miesiącu powołany w skład zarządu PZU (rezygnacja i powołanie ze skutkiem od sierpnia tegoż roku). Został odwołany z tego stanowiska w lutym 2024.